# Hermann Michael
Hermann Michael (* 1937 in Schwäbisch Gmünd; † 1. September 2005 in Uffing) war ein deutscher Dirigent.

## Leben
Hermann Michael studierte Klavier und Cello an der Stuttgarter Musikhochschule. Michael absolvierte Dirigierkurse bei Hans Swarowsky, Rafael Kubelik und Herbert von Karajan, gewann 1961 den ersten Preis beim neu gegründeten Cantelli-Dirigierwettbewerb und wurde daraufhin Karajans Assistent an der Wiener Staatsoper. In der Zeit von 1970 bis 1978 war er Chefdirigent am Musiktheater Bremen. Von 1977 bis 1991 leitete er das Haydn-Orchester in Bozen und Trient. Seit 1984 war er überwiegend in den USA tätig und arbeitete mit den Sinfonieorchestern von Atlanta, Boston, Chicago, Cincinnati, Detroit, Los Angeles, Minnesota, Montreal, Philadelphia, St. Louis, San Francisco, Seattle, Toronto und Washington D.C. zusammen. Als Operndirigent trat er u. a. auch von 1989 bis 1996 an der New Yorker Metropolitan Opera auf. Michael war Musikdirektor des Phoenix Symphony Orchestra von 1997 bis 2004. Von 1977 bis 2000 war er Professor an der Münchener Musikhochschule. Dort gehörten zu seinen Schülern u. a. Franz Welser-Möst, Rudolf Piehlmayer, Markus Poschner und Constantinos Carydis.